# (27124) 1998 WA20
1998 دابليو أي 20 (ويعرف أيضًا باسم (27124) 1998 دابليو أي 20 وفق تسمية الكوكب الصغير) (بالإنجليزية: 1998 WA20)‏ هو كويكب ضمن حزام الكويكبات؛ وترتيبه 27124 من حيث الاكتشاف.
اكتُشف هذا الجُرم الفلكي بواسطة Frank B. Zoltowski ‏ في 29 نوفمبر 1998.

## وصلات خارجية
- (27124) 1998 WA20 في قاعدة بيانات مختبر الدفع النفاث لأجرام النظام الشمسي الصغيرة

- الاكتشاف · مخطط المدار ·  العناصر المدارية · المعلمات المادية

- (27124) 1998 WA20 على موقع ويكي سكاي: DSS2, SDSS, GALEX, IRAS, Hydrogen α, X-Ray, Astrophoto, Sky Map, Articles and images